# Meryta lanceolata
Meryta lanceolata är en araliaväxtart som beskrevs av Johann Reinhold Forster och Georg Forster. Meryta lanceolata ingår i släktet Meryta och familjen Araliaceae. Inga underarter finns listade.